# Anton Frank
Anton Frank, ključavničar, član organizacije TIGR in partizan, * 14. januar 1913, Kilovče, † 23. september 1978, Piran.

## Življenje in delo
Rodil se je v kmečki družini. Po končani osnovni šoli se je izučil za ključavničarja. Do aretacije 28. marca 1942je živel doma v Kilovčah in sodeloval v organizaciji TIGR. Ilegalno protifašistično literaturo, ki so mu jo izročali Viktor Bobek, Josip Ujčič,  Lojze Pugelj, Ivan Simčič in drugi v Volčah, Topolcu, Stari Sušici in Matuljah je raznašal po vaseh v okolici Pivke. V narodnoosvobodilnem gibanju je začel sodelovati poleti 1941. Udeležil se je mnogo sestankov in zborovanj Osvobodilne fronte. Na njegovo pobudo je bil v Kilovčah ustanovljen prvi odbor OF v pivški kotlini, kateremu je on tudi predsedoval. Udeležil se je več partizanskih akcij, 27. marca 1942 pa je bil s skupino partizanov poslan v Pivko, kjer na bi od seržánta italijanske vojske Cosima Ercolija kupil orožje. Seržánt jih je izdal. Nekateri so bili aretirani še istega dne, Frank pa naslednji dan. V tržaških in koprskih zaporih so ga hudo mučili. 28. novembra 1942 je bil v Rimu obsojen na 24 let ječe. Zaprt je bil v kaznilnici Civitavecchia, od 30. avgusta 1943 pa v Monte Alto-Viterbo, od koder je ušel k italijanskim partizanom. 17. julija 1944 se je pridružil bazi Narodnoosvobodilne vojske in partizanskih odredov Jugoslavije v Bariju in se s 3. prekomorsko brigado udeležil vseh bitk, katerih se je brigada udeležila Jugoslaviji. Prejel je pet odlikovanj, med njimi tudi red bratstva in enotnosti. Po osvoboditvi se je najprej zaposlil v Tovarni avtomobilov Maribor, nato pri transportnem podjetju v Ilirski Bistrici in nazadnje pri železnici na Reki, vmes pa leta 1946 z mladinsko delovno brigado gradil Železniško progo Brčko-Banovići. Leta 1963 se je invalidsko upokojil. Po upokojitvi je 6 let živel v rojstni vasi, od 1969 do smrti pa v Ilirski Bistrici. V časopisu Kmečki glas je objavljal svoje pesmi in za dve: S sovraštvom prevzeti in Zapuščeni vrtovi prejel nagrado.